# Мерзость (Marvel Comics)
Ме́рзость (англ. Abomination), настоящее имя — Эми́ль Бло́нски (англ. Emil Blonsky) — суперзлодей, появляющийся в комиксах издательства Marvel Comics. Был создан Стэном Ли и Гилом Кейном и впервые появился в комиксе Tales to Astonish #90 в апреле 1967 года. Мерзость является одним из наиболее известных врагов супергероя Халка.
Дебютировав в эпоху Серебряного века комиксов, персонаж неоднократно фигурировал в других медиа-адаптациях, таких как видеоигры и телесериалы. В фильмах «Невероятный Халк» (2008) и «Шан-Чи и легенда десяти колец» (2021), а также в сериале «Женщина-Халк: Адвокат» (2022) Эмиля Блонски / Мерзость сыграл Тим Рот.

## Силы и способности
Когда Эмиль Блонски превращается в Мерзость, то он становится гораздо сильнее. Так же как и Халк, он может прыгать на большие расстояния за счёт сильных мышц ног. Мерзость обладает силой большей, чем у спокойного Халка, и способен противостоять ему. Хотя Мерзость может оправиться от различных форм повреждений, в отличие от Халка он регенерирует намного медленнее. Мерзость устойчив к переменам температуры, а также он может надолго задерживать дыхание. В случае нехватки воздуха или при высокой температуре Мерзость может войти в состояние, подобное коме.

## Биография
Эмиль Блонски был шпионом социалистической Югославии, работавшим на КГБ. Он получил способности после дозы гамма-лучей — облучения, которое также позволило Брюсу Бэннеру превращаться в Халка. В результате Эмиль постоянно превращался в зелёного гиганта, чья физическая сила была невероятна высока, она даже превышала силу Халка. Пока он был способен контролировать себя после преобразования, он не мог возвратиться назад к человеческой форме. Учитывая его происхождение, порождённое гамма-лучами, Мерзость возложил ответственность за это на Бэннера и его альтер эго — Халка. Впоследствии Мерзость и Халк сталкивались в многочисленных сражениях. В большинстве случаев Халк одерживал победу, хотя пару раз Мерзость брал верх. Однако, что-то всегда помогало Халку выбраться из положения — либо какой-то союзник, либо что-нибудь другое.
В последние годы новый отвратительный облик Блонски послужил причиной для развода с его женой, Надей. Плюс ко всему, из-за постоянных поражений в битвах с Халком, Блонски стал почти безумным в своей ненависти к Бэннеру. Мерзость так же очень разозлился, когда узнал, что Брюс женился на Бетти Росс, дочери генерала Таддеуса Росса. После потери собственной жены, Блонски полагал, что будет справедливо, если и Бэннер лишится Бетти. Из ревности Мерзость вызвал мнимую смерть Бетти. В то время, пока она выздоравливала от лучевой болезни, подвергнувшись радиации гамма-лучей, Мерзость отравил её с помощью его радиоактивной крови, заставив Бэннера и его коллег считать, что Бетти заработала лучевое отравление из-за непосредственной близости к Халку. Позже Брюс обо всём догадался, обвинив Эмиля в мнимой смерти Бетти, и победил Блонски в бою. Мало того, что план Эмиля провалился, так Брюс ещё и простил его. Блонски не мог вынести прощения со стороны врага, и момент его триумфа был окончательно испорчен. Блонски понял, что он стал тем, кого ненавидел больше всего — это он был неистовствующим жестоким монстром, а не Халк, как раньше убеждал себя в этом Эмиль. Месяц спустя, всё ещё огорчённый генерал Росс управлял действиями Халка, заставив его напасть на Мерзость. Бэннер едва не убил Блонски. Мерзость был арестован вооружёнными силами. В наказание он должен был смотреть фильм о его жизни с женой до превращения в Мерзость. Все это сделало его лишение свободы постоянным напоминанием о том, что он потерял.
Через некоторое время Мерзость сталкивается с Красным Халком, и вступает с ним в бой. В сражении Мерзость погибает, Красный Халк жестоко убивает его. Выясняется позже, что Красный Халк — облучённый радиацией генерал Росс.
В кроссовере Dark Reign Мерзость среди мёртвых персонажей присутствует на суде Зевса.

## Вне комиксов

### Телевидение
- Мерзость был одним из главных противников Халка в нескольких сериях мультсериала 1996 года «Невероятный Халк». Его озвучивали Кевин Шон и Ричард Молл[англ.].
- В другом мультсериале, «Супергеройский отряд», его озвучил Стивен Блум.
- Ещё одно его появление на телевидении — мультсериал «Мстители: Величайшие герои Земли», озвучил — Робин Аткин Даунс[10].
- В 2013 году Мерзость стал персонажем мультфильма «Железный человек и Халк: Союз героев».
- Появляется в мультсериале «Халк и агенты У.Д.А.Р.».

### Кинематографическая вселенная Marvel
В игровых фильмах и сериалах медиафраншизы «Кинематографическая вселенная Marvel» Эмиля Блонски играет Тим Рот.
- Блонски впервые появляется в фильме «Невероятный Халк» (2008) и выступает в качестве главного антагониста. После побега Брюса Бэннера, генерал Таддеус Росс нанимает Эмиля Блонски для охоты на него. При первой миссии Блонски узнаёт, что Бэннер и Халк — одно и тоже лицо. Для второй миссии Эмилю, по его просьбе, вводят сыворотку суперсолдата, которая повышает его силу, ловкость и выносливость. Он заманивает Халка в ловушку, а после выходит с ним один на один и терпит поражение, получив серьёзные ранения — сломаны почти все его кости. Благодаря сыворотке Блонски исцеляется буквально за день. Позже вместе с отрядом военных Эмиль выслеживает Брюса, который в это время проводил на себе эксперимент вместе с Сэмюэлом Стернсом. Бэннер сбегает, а у Стернса остаётся образец его облучённой крови, который он вводит Блонски по его же просьбе. Блонски превращается в ужасного монстра — Мерзость. Он начинает крушить Гарлем, а военные не могут его остановить. Бэннер предлагает Россу отправить его к Блонски, ведь Мерзость сможет победить только такой же монстр — Халк. Они сражаются, Мерзость чуть было не побеждает Халка, но тот впадает в ярость, когда Мерзость атакует Бетти Росс. В итоге Халк одолевает Мерзость, едва не убив. Позже Блонски отправляют в заточение[12].
- В короткометражном фильме «Консультант» выясняется, что Совет мировой безопасности планировал добиться освобождения Эмиля Блонски из тюрьмы, поскольку он герой войны, и сделать его членом команды Мстителей. Агенты Щ.И.Т. решают подослать подставного человека, чтобы тот саботировал освобождение Блонски, им становится «консультант» — Тони Старк. Как было показано в сцене после титров «Невероятного Халка», Старк находит Росса в баре. Разговор со Старком настолько доводит Росса, что тот пытается выкинуть его из бара, на что Старк отвечает тем, что покупает этот самый бар и назначает его снос на четверг. Тем самым Старк приводит Росса в ярость, и Блонски остаётся в тюрьме[13].
- В 13 серии телесериала «Агенты „Щ.И.Т.“» агент Фил Колсон в разговоре с агентом Уордом упоминает, что Блонски находится в криокамере у Щ.И.Т.
- В интервью, данном в декабре 2014 года, Рот рассказал, что получил от главы Marvel Studios Кевина Файги предложение повторить роль Мерзости в фильме «Мстители: Эпоха Альтрона», но планы сорвались во время подготовки к съёмкам[14].
- Тим Рот озвучил Мерзость в эпизоде фильма «Шан-Чи и легенда десяти колец» (2021)[15][16]. В картине показано, что Мерзость ещё больше мутировал: теперь у него бледная чешуйчатая кожа, жабры и перепончатые уши. В рамках своей подготовки, чтобы стать Верховным чародеем, Вонг похищает Блонски, дабы сразиться с ним в подпольном бойцовском клубе Сялинь в Макао. После боя Эмиль уходит с Вонгом через портал и добровольно возвращается в камеру, несмотря на предложение колдуна остаться на свободе.
- Тим Рот вернулся к роли Эмиля Блонски / Мерзости в сериале «Женщина-Халк: Адвокат» (2022)[17]. За годы, прошедшие с момента заключения, Блонски обрёл контроль над своей формой Мерзости, решил искупить свои злодейские поступки и организовал группу взаимопомощи под названием «Abomaste», благодаря чему получил право на условно-досрочное освобождение. В сериях «Сверхчеловеческое право» и «Народ против Эмиля Блонски» он становится клиентом и другом Дженнифер Уолтерс, которая соглашается защищать его в суде, выслушав его прошение и получив одобрение от Бэннера. Несмотря на утечку видеозаписи его поединка с Вонгом, Блонски успешно освобождается досрочно при условии, что будет носить ингибитор, который не даст ему превратиться в Мерзость. В серии «Ретрит» Эмиль открыл ретритный центр под названием «Summer Twilights». В серии «Чьё это шоу?» Блонски нарушает условие условно-досрочного освобождения, посетив в облике Мерзости мероприятие организации «Интеллигенция» в качестве мотивационного оратора. Несмотря на то, что за нарушение правила его арестовали и вернули в тюрьму, Вонг забирает его из камеры и перемещается вместе с ним в Камар-Тадж.

### Видеоигры
- The Incredible Hulk[англ.] (1994) на Super NES.
- Рон Перлман озвучил Мерзость в игре The Incredible Hulk: Ultimate Destruction.
- Тим Рот, который исполнил роль Мерзости в фильме, озвучил его в The Incredible Hulk 2008 года.
- Стивен Блум вновь подарил свой голос Мерзости в играх Marvel Super Hero Squad и Marvel Super Hero Squad: The Infinity Gauntlet.
- Мерзость появляется в игре Lego Marvel Super Heroes. Он является первым мини-боссом игры, а позже встречается на четвёртом уровне в качестве полноценного босса. В финале игры Мерзость вместе со всеми побеждает Галактуса.
- Мерзость появляется в игре Marvel: Contest of Champions, выпущенной на платформах iOS и Android.

## Критика и отзывы
- В 2009 году Мерзость занял № 54 в списке 100 величайших злодеев комиксов по версии IGN[18].